# Small Island
Small Island es un drama televisivo de 2009 dividido en dos capítulos producido por BBC One, adaptado de la novela de 2004 del mismo título de Andrea Levy. Está protagonizado por Naomie Harris y Ruth Wilson como Hortense Roberts y Queenie Bligh, dos mujeres que luchan por cumplir sus ambiciones personales y sueños en medio del caos de la Segunda Guerra Mundial en Londres y Jamaica.
El drama fue desarrollado por las productoras Joanna Anderson y Vicky Licorish de AL Films, luego de haber elegido la novela de Levy. El guion fue escrito por primera vez por Sarah Williams y luego modificado por Paula Milne. Fue dirigido por John Alexander (quien también dirigió la adaptación de la BBC para 2008 de Jane Austen's Sense and Sensibility ). El drama consta de dos episodios de 90 minutos que se estrenaron el 6 de diciembre de 2009, y posteriormente se presentaron en PBS como parte de la Colección Masterpiece Classic del canal a partir del 18 de abril de 2010.

## Trama
La historia se centra en cuatro personajes principales: Hortense, Queenie, Gilbert y Bernard. Se centra en la diáspora de los inmigrantes jamaicanos durante y después de la Segunda Guerra Mundial. Tratando de escapar de las dificultades económicas en su propia "pequeña isla", se mudaron a Inglaterra, la Madre Patria, por la cual los hombres lucharon durante la guerra. Sin embargo, descubren que no son aceptados fácilmente en su nueva sociedad.
El comienzo o prólogo de la historia se centra en la joven jamaicana, Hortense, que tiene tres sueños: casarse con su compañero de infancia Michael, mudarse a la lejana Inglaterra y convertirse en maestra. La historia luego se traslada a Londres, donde nos encontramos con Queenie y Bernard. Queenie es una pobre chica de clase trabajadora de Yorkshire que anhela mejores cosas en su vida que el negocio de cría de cerdos de su familia. Una tía en Londres la acoge y la emplea en una tienda. Cuando su tía muere repentinamente, Queenie se casa con la adinerada Bernard Bligh, para evitar tener que regresar a la granja de cerdos. La Segunda Guerra Mundial luego desarraiga todas sus vidas: Michael, en desgracia después de haber sido atrapado en una relación adúltera, abandona Jamaica para unirse a la Royal Air Force (RAF). Bernard, impulsivamente, también se une a la RAF, dejando que Queenie cuide de su padre mentalmente incapacitado, quien está en shock después de luchar en la Primera Guerra Mundial.
Durante la guerra, Queenie deja la casa a los soldados que necesitan alojamiento temporal. Una noche vienen tres aviadores, incluido un jamaicano negro, Michael. Los dos comparten una noche juntos, después de lo cual Michael y los otros aviadores salen para su próxima misión. Más tarde, Hortense, triste por la partida de Michael, cree que lo ha visto y se apresura a saludarlo. El hombre al que saluda es, de hecho, Gilbert Joseph, un hombre que se parece un poco a Michael. La historia sigue las propias experiencias de Gilbert en la guerra. Se alista en la RAF y mientras está estacionado en Yorkshire, conoce a Queenie, quien también lo confunde inicialmente con Michael. Se convierten en amigos platónicos. Su amistad enoja a algunos soldados estadounidenses, sin embargo, que atacan a Gilbert. En la lucha resultante, varios otros soldados se involucran y se disparan tiros. El suegro de Queenie es asesinado por una bala perdida.
Después de la guerra, Gilbert regresa a Jamaica, donde tiene dificultades para adaptarse a la vida y la falta de oportunidades. Quiere volver a Inglaterra, donde espera encontrar trabajo. Sin embargo, no tiene la tarifa para el paso del barco. Se encuentra con Hortense nuevamente, ya que está saliendo con su amiga Celia. Hortense se entera de los planes de Gilbert para ir a Inglaterra. Celosa del hecho de que su amiga Celia irá a Inglaterra, Hortense deja escapar que Celia tiene una madre con una enfermedad mental, que planea dejar en un hogar de cuidado. Gilbert está disgustado de que Celia hiciera esto, y está implícito que él y Celia se separen. Desesperada por llegar a Inglaterra, le ofrece a Gilbert el dinero para la tarifa, a condición de que él se case con ella y la envíe cuando haya encontrado trabajo y un lugar donde vivir. Se alojan con Queenie Bligh, quien tuvo que valerse por sí misma después de que Bernard no regresara después de la guerra. Ambas mujeres se han casado en circunstancias poco prometedoras, ya que el amor es un lujo que ninguno puede permitirse. Hortense recuerda su vida en Jamaica y el profundo amor que tenía por Michael. Queenie también recuerda su amor por y la noche de pasión con el mismo Michael. Las dos jóvenes no saben que comparten un secreto.
Hortense intenta comenzar su nueva vida en Inglaterra buscando trabajo como maestra, su trabajo soñado. Pronto se entera de que Inglaterra no es la tierra dorada que esperaba que fuera, y que los jamaiquinos y los negros son despreciados y discriminados. Ella y Gilbert sufren racismo e ignorancia, pero en la adversidad descubren nuevas cualidades y comienzan a enamorarse.
Queenie se sorprende cuando su esposo Bernard regresa a ella después de años de distancia. Cuando ella entra en trabajo de parto y tiene un bebé de piel oscura, se sabe que el padre (por la audiencia de la película) es Michael después de que él regresara a su casa antes de viajar a Canadá para comenzar de nuevo. Hortense no descubre que este es el mismo Michael con el que creció y esperaba casarse (su padre era un oficial blanco en Jamaica y su madre, su sirvienta negra; le habían dado el bebé a los padres de Michael para que lo criaran).
A pesar de que Bernard es racista, ofrece criar al niño con Queenie. Ella se niega, sin embargo, creyendo que él vendría a culpar a todas las cosas en su vida que le van mal al bebé. Ella detiene a Hortense y Gilbert cuando se están yendo para comenzar una nueva vida en otro lugar y les ruega que se lleven al bebé, a quien ella ha llamado Michael.
Inicialmente se niegan, pero luego están de acuerdo, y se llevan al bebé con ellos mientras Bernard emocionalmente reconforta a Queenie. Queenie le dio a los Joseph una foto de sí misma y un poco de dinero para ayudar al bebé.
La escena luego parpadea hacia el día de hoy. Se revela que Michael ha sido el narrador de la historia, y ahora tiene sus propios nietos. Uno de sus nietos mira una foto de Queenie y le pregunta quién es ella. Él responde que ella es su madre.

## Reparto y personajes
- Naomie Harris como Hortense Roberts

Nacida fuera del matrimonio en un enlace ilegítimo, pero no sin amor, entre su padre jamaicano y una campesina analfabeta, Hortense es criada por el primo de su padre como compañero de juegos de su hijo, Michael. Después de que Michael regresara del internado, Hortense se da cuenta de que sus sentimientos por él son más que fraternos.
Una mujer naturalmente orgullosa y testaruda, Hortense siempre ha mantenido en secreto su verdadera filiación. También tiene un fuerte sentido de su propio destino: vivir en Inglaterra con Michael y ser maestra allí. Cuando Michael es enviado a la guerra, Hortense lucha instintivamente para mantener su sueño vivo y le propone a Gilbert, un hombre que ella apenas conoce, pero alguien que ayudará a su paso a Inglaterra. Llega a un país que la sorprende y la decepciona en su sombría y hostil "gris", pero es a través de esta nueva vida que descubre un lado diferente de su personaje y, por primera vez, el significado del verdadero amor.
- Ruth Wilson como Queenie Bligh

Pretty Queenie es un sobreviviente duro, con un buen corazón. Criada en una granja de cerdos en Yorkshire, desde temprana edad ella crece para odiar el olor de los cerdos, la miseria y la sangre. Con sueños de escape, finalmente obtiene su deseo cuando su amable tía le envía el billete de tren a Londres. Queenie es de mente abierta y tiene hambre de nuevas experiencias. Llena de juventud y vitalidad, va a Londres con esperanza en su corazón. A pesar de tratar de mejorar con las lecciones de elocución, nunca puede sacudir sus vocales de Yorkshire.
Cuando una muerte inesperada la empuja a los brazos del educado pero poco inspirador Bernard, Queenie cree que sus sueños están perdidos para ella para siempre. Pero la guerra trae nuevas experiencias a Queenie cuando Bernard es enviado a la línea del frente, y ella se embarca en un asunto peligroso pero en última instancia, de despertar.
- David Oyelowo como Gilbert Joseph

Gilbert aparece como el tonto encantador, pero debajo de él hay un hombre de principios y naturalmente idealista que se apunta a pelear la guerra en Inglaterra, no solo con la esperanza de superarse, sino también porque sabe que el mundo será un lugar más oscuro si Hitler no lo es. derrotado.
Viene de una familia pobre pero feliz en Jamaica y ha tratado de abrirse camino a pesar de estar plagado de mala suerte. Sus decepciones en Inglaterra no lo disminuyen, y disfruta del mundo recién abierto. Al regresar a Jamaica, se da cuenta de cuán pequeña es su isla. Incapaz de pagar la tarifa del Empire Windrush, acepta la oferta de la orgullosa y honesta Hortense para pagar su pasaje a cambio del matrimonio. Sabe que lo están comprando y es consciente de que es barato al precio. Su matrimonio con Hortense puede ser de conveniencia, pero con el tiempo ella comienza a ver al hombre noble, amable y sabio que es Gilbert, lo que le permite convertirse en la persona en la que estaba destinado a convertirse.
- Benedict Cumberbatch como Bernard Bligh

Bernard Bligh es un empleado bancario de rango medio en sus últimos años veinte. Ha vivido solo con su padre en una casa grande en Londres desde que murió su madre. Su padre sufre neurosis de guerra después de servir en la Gran Guerra y, como resultado, nunca habla.
En esta tranquila y estable vida, la encantadora Queenie trabaja en la tienda donde compra el periódico The Times todos los días. Ella despierta en él los sentimientos que él no sabía que tenía, y después de varias salidas, reúne el coraje para besarla. Después de su matrimonio, Bernard pronto vuelve a su estado reprimido y abotonado, incapaz de abrirse y convertirse en el hombre y el marido que Queenie necesita. Como muchos, sufre psicológicamente en la guerra, tanto que ni siquiera puede reconocerse a sí mismo. En el fondo, sabe que nunca será suficiente para Queenie, pero no puede dejar de amarla.
- Ashley Walters como Michael Roberts

Michael es el hijo del Sr. Philip, estricto y temeroso de Dios. Sorprendente e inconformista, con una racha de suerte que recorre su vida, Michael es criado junto a Hortense, su racha rebelde siempre la lleva a hacer travesuras. Hortense lo adora, pero él solo puede verla como una hermana menor y no tiene en cuenta sus sentimientos. Al regresar del internado como un hombre guapo e independiente, Michael pronto comienza un asunto escandaloso con un maestro local, antes de unirse a la fuerza aérea británica.
Cuando encuentra a Queenie en Inglaterra, siente una conexión inmediata con ella, pero la naturaleza egoísta de Michael significa que nunca podrá ser atado.
- Nikki Amuka-Bird - Celia
- Hugh Quarshie - Narrador / adulto Michael junior
- Karl Johnson - Arthur
- Shaun Parkes - Winston
- Jonathan Harden - Trabajador postal

## Contexto histórico
Small Island es una de las numerosas obras situadas en la vida de individuos de la generación Windrush, quienes emigraron del Caribe a América del Norte y Europa en los años inmediatamente posteriores a la Segunda Guerra Mundial.
Roberto Strongman, profesor asociado de estudios negros en la Universidad de California en Santa Bárbara, caracterizó las experiencias de estos indios occidentales a través de "sus esperanzas iniciales, sus decepciones, sus difíciles encuentros con las costumbres inglesas y las discriminaciones en materia de vivienda y empleo". La película incorpora muchos de estos tropos tradicionales centrales a la experiencia colectiva Windrush.
Hortense, por ejemplo, intentó comportarse como una mujer adecuada en Jamaica, aspirando a un estándar cultural mayor que ella percibía como sinónimo de británica. Al llegar al Reino Unido, descubre que, a pesar de sus grandes esfuerzos por interpretar la lengua inglesa, sus orígenes culturales y su color de piel le impiden llegar a ser completamente inglés. A pesar de este rechazo basado en factores totalmente fuera de su control, ella sigue encariñada con la idealización de Gran Bretaña que ha imaginado durante toda su vida.
Gilbert, por el contrario, fue testigo del esplendor del Reino Unido durante su tiempo en el servicio y luego se sintió insatisfecho con su vida en Jamaica al regresar. A pesar de que su posterior regreso a Gran Bretaña está plagado de dificultades sociales, continúa trabajando arduamente y busca proporcionarle a él y a Hortense una vida feliz a pesar de los factores sociales que actúan en su contra.
Estos dos personajes y sus experiencias antes y después de la migración sirven como poderosos impulsores de esta obra de ficción histórica porque reproducen apropiadamente temas que habrían sido muy importantes en las experiencias vividas de los individuos a los que debían representar.

## Temas
El tema del fetichismo es evidente a lo largo de la película, con la negrura y Gran Bretaña fetichizados por ser exóticos. En la escena donde Queenie le cuenta a Michael sobre un encuentro con una tribu africana, ella describe las experiencias con una obsesión mística: 
 Estábamos en la jungla. Cabañas hechas de barro con techos puntiagudos a nuestro alrededor.
Y en una choza sentada en un piso de tierra estaba una mujer con una piel tan negra como la tinta que llenaba el tintero en el escritorio de mi escuela. Una sombra cobró vida ... Pero de repente apareció un hombre. Un hombre africano Un hombre negro que parecía haber sido tallado en chocolate derretido ... Un hombre mono que sudaba un olor a bolas de naftalina. Más negro que cuando mancha tu cara con corcho lleno de hollín. Sus labios eran marrones, no tan rosados como deberían ser, y se hinchaban con el aire como neumáticos de bicicleta. Su pelo era mullido como una oveja negra esquilada. Su nariz, aplastada, tenía dos fosas nasales grandes como túneles de tren.
Y me estaba mirando ... Podría haberme tragado, este gran hombre de mierda. 
 Queenie fetichiza los cuerpos de estas personas como exóticos. Ella contrasta el color de su piel, el tamaño, el cabello y el comportamiento de los cuerpos blancos y los considera espantosos, animales y peligrosos. Al hacerlo, Queenie afirma la blancura, las representaciones en blanco y su identidad tan blanca como superior, más accesible y hermosa. En el contexto europeo, el fetichismo es un mecanismo de control: una forma de construir e imaginar la negrura fuera de la esfera nacional para que puedan ubicarse cuerpos negros fuera o más allá de las fronteras del Reino Unido o Alemania. 
Hortense fetichiza a Inglaterra para que sea un lugar de grandeza, un lugar exótico de perfección donde todos sus sueños se harán realidad. Al hacer esto, su identidad está vinculada a un país británico como extranjero con más tradiciones, personas y oportunidades que Jamaica. Yuxtaponer a Gran Bretaña contra Jamaica de esta manera ilustra cómo Hortense está construyendo su identidad a través de las representaciones de Gran Bretaña como blanco y Jamaica como negro. Incluso va tan lejos como para prestarle a un hombre al que acaba de conocer suficiente dinero para viajar en los términos que debe casarse con ella para viajar a Inglaterra con seguridad, ya que es más seguro y más fácil para las mujeres casadas viajar solas que para las mujeres solteras. Su urgente necesidad y optimismo de un futuro más brillante en esta llamada "patria" es muy popular; hubo una gran ola de inmigrantes jamaicanos que habitaron esta fachada romántica de una idea de la "patria" también. La fetichización de lo exótico también es importante para la formación de la identidad negra, porque la negrura es la antítesis de la blancura. Los negros construyen su identidad a través de las percepciones blancas de lo negro. La blancura y sus representaciones se plantean como ideales y aspiracionales, mientras que la negrura se transmite como indeseable. Los negros fetichizan la blancura como algo exótico por su "intocabilidad" y su superior yuxtaposición a la negrura.
Muchos de los personajes jamaicanos imaginan a Gran Bretaña como este país cálido y acogedor que está lleno de oportunidades y donde los sueños se hacen realidad. Alrededor de las 00:35:38, esta romanticización de Gran Bretaña y el esfuerzo de guerra está ilustrada visualmente por confeti, pancartas y desfiles con temas de Union Jack. Esta dinámica construida de la figura materna, Gran Bretaña, que nutre a su bebé colonial, Jamaica, es miope porque eso simplemente no es el caso. Como dice Gilbert Joseph, "los ingleses son malditos mentirosos". Irónicamente, detrás de este veloer veloz de "deber" y confianza están las implicaciones de una Gran Bretaña racista e intolerante. Después de que los soldados negros lucharan juntos con sus compañeros soldados británicos blancos contra los nazis durante la Segunda Guerra Mundial, se dieron cuenta de que, aunque deberían haber sido tratados como parientes de su madre británica, este tratamiento no se manifestaría en última instancia debido a las actitudes racistas y la legislación de la posguerra. Gran Bretaña (como se muestra cuando Hortense se desalienta a no convertirse en profesor en una escuela dirigida por blancos).
Es importante recordar la dinámica de poder desigual en esta discusión sobre la exotización. Mientras que Queenie ve a Blackness como exótico y Hortense ve a Inglaterra como exótico, desean cada uno por diferentes motivos. La posición privilegiada de Queenie como mujer blanca y su aparente admiración por los cuerpos negros son indicadores de su imaginación poco realista de lo negro. Esta imaginación revela el hecho de que está ciega al poder que se beneficia de tener en este contexto. Por el contrario, Hortense es consciente de la posición preferida que mantiene la blancura, y por lo tanto Inglaterra. La motivación para su sentido exótico de Inglaterra reside en el aspiracionalismo. La idea es que a través de la proximidad a la blancura, ella podrá participar en sus privilegios. Sin embargo, como se hace evidente en la película y en esta sección, esto solo puede ocurrir en la imaginación.

## Episodios
| Núm. | Título     | Fecha de emisión original | Espectadores en Reino Unido (millones) |
| 1 | Episodio 1 | 6 de diciembre de 2009    | 5.02 m                                 |
| --- | ---------- | ------------------------- | -------------------------------------- |
| Londres 1948: Hortense se une a Gilbert, su nuevo esposo, en Inglaterra, donde se hospeda con Queenie Bligh. Las dos mujeres se han casado en circunstancias poco prometedoras, ya que el amor es un lujo que ninguno puede permitirse. Mientras Hortense recuerda su vida en Jamaica y el profundo amor que sentía por Michael y su traición hacia ella, Queenie también recuerda su noche de pasión con el mismo Michael cuando su esposo estaba en la guerra. Inicialmente desconfiados el uno del otro, ¿descubrirán el secreto que comparten? |            |                           |                                        |
| 2 | Episodio 2 | 13 de diciembre de 2009   | 3,24 m                                 |
| Hortense comienza su nueva vida en Inglaterra y pronto descubre que no es la tierra dorada lo que ella esperaba que fuera. Ella y Gilbert sufren racismo e ignorancia, pero en la adversidad descubren nuevas cualidades y comienzan a enamorarse. Queenie se sorprende cuando su esposo Bernard regresa a ella después de años de distancia. Cuando ella comienza el parto y tiene un bebé de un padre misterioso, las vidas de los cuatro cambian para siempre.                                                                                  |            |                           |                                        |

## Recepción
Sam Wollaston de The Guardian elogió a la BBC por adaptar una novela más moderna ambientada en un período distinto al siglo XIX, observando: "La BBC realiza una dramatización de la gran noche del domingo menos sombreros y calzones, ¡sí!" Señaló que aunque no "tenía nada en contra de lo viejo", los clásicos corrían el peligro de ser "dramatizados hasta la muerte". Del drama en sí, observó que el programa era "suntuoso de ver" y muy "leal a la novela... tanto en la trama como en cómo comparte su calidez". Él destacó la actuación de Naomie Harris como particularmente impresionante.
Guy Adams, de The Independent, se sorprendió e impresionó con la BBC por usar su espacio insignia el domingo por la noche para mostrar algo que no era "muy formal, muy inglés y muy seguro", sino que ofreció un drama "estimulante" que aclamó como "De ritmo hermoso y en ocasiones muy conmovedor". El miembro del reparto David Oyelowo también elogió la producción como algo nuevo y fresco, y señaló que "la experiencia negra ha estado muy poco representada en términos de drama, y quizás Small Island puede ayudar a resaltar lo que es una supervisión".
Sin embargo, no todos los críticos fueron tan entusiastas. John Preston, de The Telegraph, se quejó de que los cambios de tiempo en el guion "hicieron que sea extremadamente difícil asentarse en la historia" y ridiculizaron la narración como débil y simplista. Concluyó que "tonalmente y narrativamente el resultado [es] un desastre".
James Walton, también de The Telegraph, fue un poco más generoso, pero también se quejó de las debilidades en el guion, etiquetando la narración como una "falla unignorable", algo que "disminuye [la acción] a una serie de asombrosas banalidades" y lamento que "después de que una de estas interrupciones haya terminado, es posible olvidar lo doloroso que fue". Sin embargo, observó las cualidades positivas del drama, incluido el "gran interés del tema y la generosidad de la narración", que estaba llena de "simpatía y calidez". También elogió al reparto y observó que "las actuaciones en general fueron lo suficientemente fuertes como para compensar el guión".

Luego de su estreno en Estados Unidos en Masterpiece Classic en abril de 2010, Matthew Gilbert de The Boston Globe escribió: 
 Esta evocadora miniserie de dos partes tiene mucho a su favor: un rico diseño de la época, una trama atractiva y retorcida, actuaciones con profundidad, temas raciales y de clase intrigantes. ¿Pero el narrador superfluo? Al igual que algunos otros adornos melodramáticos, que incluyen una banda sonora acrecentada y algunos diálogos excesivamente insulsos acerca de los sueños y los deseos, detrae. Al insistir en que reconocemos la gran importancia e intensidad de la historia de "Isla pequeña" que estamos viendo, solo agrega una apariencia kitsch. Si puedes sumergirte en "Isla pequeña" a pesar del kitsch, serás recompensado con una pieza de ficción histórica conmovedora. 

## Premios y nominaciones
| Premio                                                 | Categoría                               | Nominado/a                                               | Resultado |
| ------------------------------------------------------ | --------------------------------------- | -------------------------------------------------------- | --------- |
| Premios BAFTA 2010                                     | Mejor actor                             | David Oyelowo                                            | Nominado  |
| Premios BAFTA 2010                                     | Mejor actor de reparto                  | Benedict Cumberbatch                                     | Nominado  |
| Premios BAFTA 2010                                     | Mejor serie dramática                   | John Alexander, Vicky Licorish, Paula Milne, Alison Owen | Nominados |
| Premios BAFTA 2010                                     | Mejor música de televisión original     | Martin Phipps                                            | Ganador   |
| Premios BAFTA 2010                                     | Mejor fotografía e iluminación, ficción | Tony Miller                                              | Nominado  |
| 36º Premios del Gremio de Prensa de Radiodifusión 2010 | Premio del escritor                     | Paula Milne                                              | Nominada  |
| Premios del programa Royal Television Society 2010     | Mejor actriz                            | Naomie Harris                                            | Ganadora  |
| Premios del programa Royal Television Society 2010     | Mejor actor                             | David Oyelowo                                            | Ganador   |
| Premios Emmy Internacionales 2010                      | TV Movie / Miniseries                   | Películas AL                                             | Ganador   |